# Coleophora binotapennella
Coleophora binotapennella — вид лускокрилих комах родини чохликових молей (Coleophoridae).

## Поширення
Вид поширений в Європі та Північній Азії від Іспанії до Китаю. Трапляється на степових та субаридних ділянках.

## Спосіб життя
Метелики літають у липні та серпні. Гусениці живляться насінням лутиги (види Atriplex nitens та Atriplex tatarica).